# Тюрьма при Синопской крепости
Сино́пская крепостна́я тюрьма́ (тур. Sinop Kale Cezaevi) — бывшая государственная тюрьма, расположенная внутри Синопской крепости в Синопе (Турция). Одна из старейших тюрем Турции, она была основана в 1887 году во внутренней крепости многовекового укрепления, расположенного в северо-западной части мыса Синоп. Тюрьма была закрыта в 1997 году, заключённые были переведены в современную тюрьму, недавно построенную в Синопе.
В старой тюрьме действует музей, проводятся культурные мероприятия.

## Синопская крепость
Расположенная прямо на побережье Чёрного моря, в северо-западной части мыса Синоп, Синопская крепость была построена в VII веке до нашей эры, когда город был возрождён как греческая колония Милета. Крепость расширялась и ремонтировалась несколько раз в своей истории — персами, Понтийским царством, римлянами и византийцами. Свой характерный вид крепость получила во время правления понтийского царя Митридата Евпатора в 72 г. до н. э.
Захватив город 3 октября 1214, Изз ад-Дин Кей-Кавус II, султан сельджуков из Конийского султаната разделил крепость на две части, соорудив стену с севера на юг. Внутренняя крепость, какой она предстаёт сегодня, была образована добавлением ещё одной стены в направлении запад-восток. С тех пор внутренняя крепость использовалась также как верфь и темница. Старейший документ, который показывает, что крепость использовалась в качестве темницы, датируется 1568 годом.
Стены крепости имеют высоту 18 м и ширину 3 м. Есть одиннадцать сторожевых башен высотой 22 м, из них пять были добавлены во время строительства внутренней крепости.

## Крепостная тюрьма
Здание каменной кладки, построенное в форме буквы U, с 28 залами на двух этажах, было построено в 1887 году во внутренней части южной внутренней крепости. Рядом со зданием тюрьмы была построена турецкая баня (тур. hamam) для заключённых с одним куполом. В 1939 году для использования в качестве тюрьмы для несовершеннолетних было добавлено здание с 9 залами на двух этажах, архитектурно соответствующее главному зданию. Внутренняя крепость, в которой находятся тюрьмы, занимает площадь 10 247 м 2.
Тюрьма считалась пенитенциарным учреждением высокой степени безопасности из-за её расположения в крепости. По верхней части стен внутренней крепости патрулировала тюремная охрана. Условия жизни в тюрьме, где было трудно даже зажечь спичку, были очень суровыми из-за влажности, вызванной расположением тюрьмы в непосредственной близости к морю.
В начале XX века для заключённых Синопской тюрьмы была разработана программа реабилитации. Заключённым была предоставлена возможность изучать и практиковать такие ремёсла, как деревообработка и ювелирное дело, что позволило им зарабатывать на предметах, которые они производили и продавали.
Тюрьма была закрыта 6 декабря 1997 года, заключённые были переведены в новопостроенную тюрьму в Синопе.

## В популярной культуре
Тюрьма Синопской крепости была представлена в различных рассказах и стихах известными турецкими писателями, которые отбывали там наказание. Рефик Халит Карай, Ахмет Бедеви Куран, Рефии Джеват Улунай, Сабахаттин Али, Керим Корджан и Зейят Селимоглу — вот некоторые из них.
Стихотворение Сабахаттина Али «Aldırma Gönül», написанное в тюрьме в 1933 году и показывающее тюремную жизнь, было положено на музыку в 1977 году Керемом Гюнеем и в наши дни стало популярной песней в исполнении Эдипа Акбайрама.
Турецкий фильм Pardon (2004), а также сериалы «Firar» (1993) и «Köpek» (2005) были сняты в этой исторической тюрьме.

## Туристическая достопримечательность
Тюремные помещения были переданы Министерству культуры и туризма 2 августа 1999 года. Крепостная тюрьма в настоящее время открыта для общественности для осмотра в качестве достопримечательности. Интерес к тюрьме растёт из-за её узнаваемости благодаря упоминаниям в литературе и снятым в тюрьме фильмам. Историческая тюрьма ежегодно принимает сотни тысяч туристов.
Планируется преобразовать объекты во внутренней крепости в культурный комплекс с морским музеем и музеем правосудия. Проект осуществляется при софинансировании по гранту Европейского Союза.

## Известные заключённые
В тюрьме побывало много интеллектуалов, обвиняемых по политическим мотивам.
Среди известных узников Синопской крепостной тюрьмы были:
- Девлет II Гирей, Крымский хан (1713)
- Рефик Халит Карай, журналист и писатель (1913)
- Мустафа Суфи, журналист и политик-коммунист (1913)
- Ахмет Бедеви Куран, политик (1913)
- Рефии Джеват Улунай, журналист (1914)
- Хусейин Хильми, социалист
- Бурхан Фелек, журналист
- Осман Джемаль Кайгылы, учитель и писатель (1913)
- Зекерия Сертель, журналист (1925—1928)
- Сабахаттин Али, писатель, поэт и журналист (1932)
- Керим Корджан[тур.], писатель
- Осман Дениз, офицер армии
- Назим Хикмет, поэт